# Krüden
Krüden is een plaats en voormalige gemeente in de Duitse deelstaat Saksen-Anhalt, en maakt deel uit van de Landkreis Stendal.

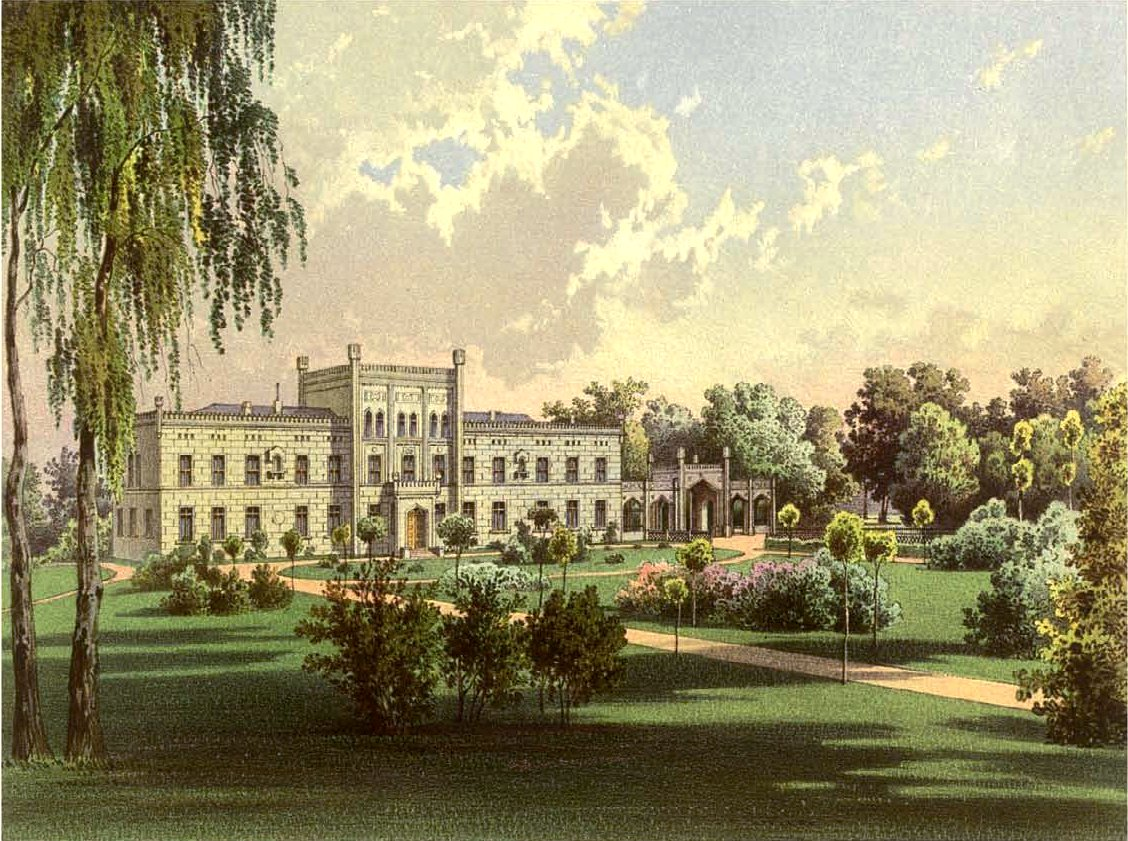
Palace Krüden, rond 1860, door Alexander Duncker

Krüden telt 706 inwoners.